# شون بيرتون
شون بيرتون (بالإنجليزية: Sean Berton)‏ هو لاعب كرة قدم أمريكية أمريكي، ولد في 31 أكتوبر 1979 في كولومبيا في الولايات المتحدة.